# 库维略斯德尔西尔
库维略斯德尔西尔，是西班牙卡斯蒂利亚-莱昂莱昂省的一个市镇。 总面积53平方公里，总人口1467人（001年），人口密度28人/平方公里。